# 斯莫林 (切爾尼戈夫州)
51°17′9″N 31°0′8″E / 51.28583°N 31.00222°E

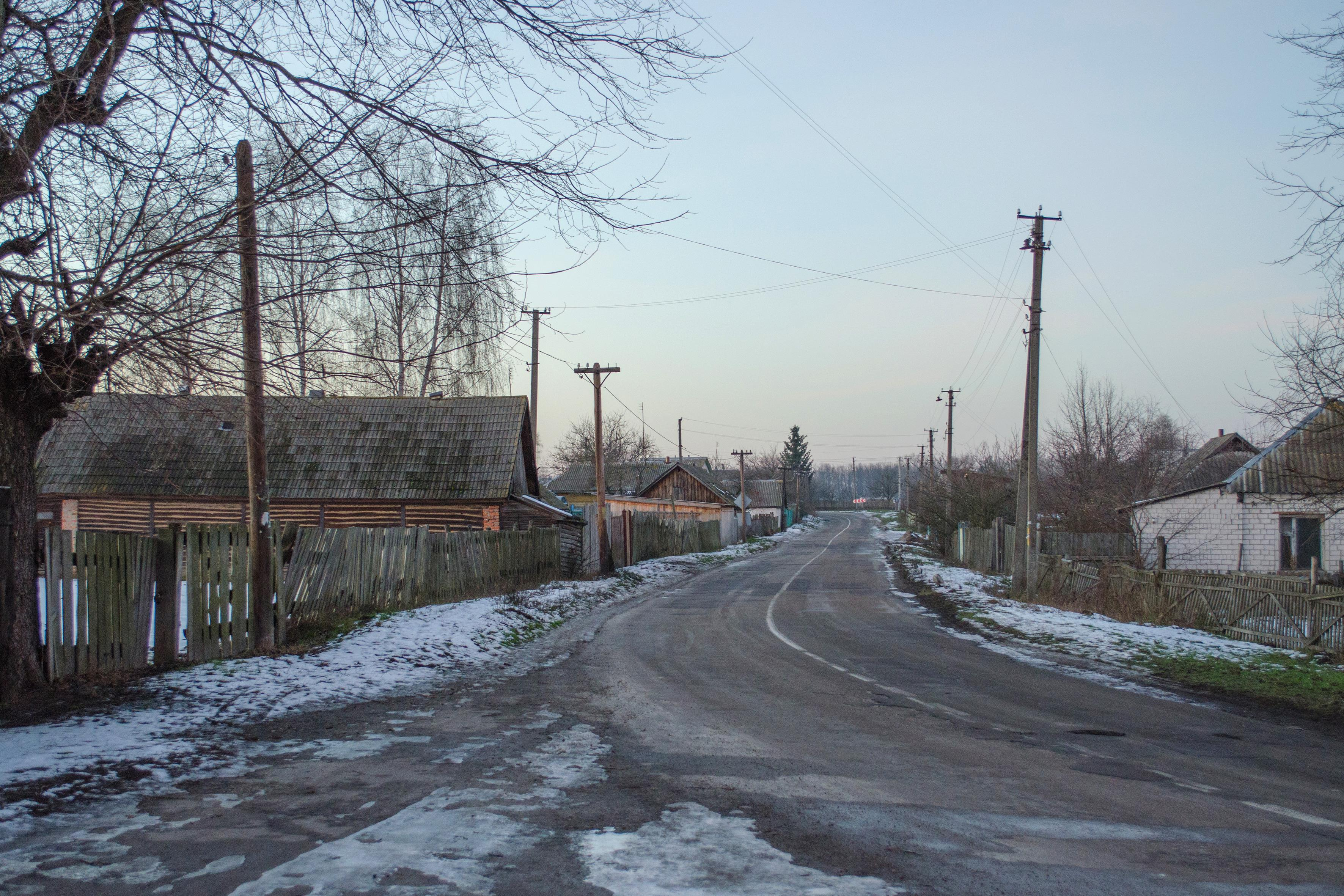

斯莫林（羅馬化：Smolyn）是烏克蘭北部切爾尼希夫州切爾尼希夫區洪恰里夫斯凯市镇的村落。始建於1496年，面積4.57平方公里，海拔高度109米，2023年人口590，人口密度每平方公里178人。